# Haakon Tranberg
Haakon Tranberg (Noruega, 2 de marzo de 1917-24 de abril de 1991) fue un atleta noruego especializado en la prueba de 100 m, en la que consiguió ser subcampeón europeo en 1946.

## Carrera deportiva
En el Campeonato Europeo de Atletismo de 1946 ganó la medalla de plata en los 100 metros, llegando a meta en un tiempo de 10.7 segundos, tras el británico John Archer y por delante del italiano Carlo Monti (bronce).